# Риттер, Анна
Анна Риттер (нем. Anna Ritter; урожденная Анна Нун нем. Anna Nuhn; 23 февраля 1865, Кобург — 31 октября 1921, Марбург, Гессен) — немецкая писательница и поэтесса.

## Биография
Анна Нун родилась 23 февраля 1865 года в городе Кобурге, которое в то время принадлежало государству Саксен-Кобург-Гота (ныне Германия). 
Когда она была ещё ребенком, её отец, торговец-экспортер, перевез семью в Нью-Йорк. Юная Анна вернулась в Европу в 1869 году, чтобы поступить в школу-интернат в Касселе и в моравскую школу-интернат в деревушке Монмирай во франкоязычном швейцарском кантоне Невшатель. 
Она завершила свое образование в Касселе, где в 1884 году вышла замуж за будущего государственного служащего Рудольфа Риттера. Моложожёны переехали сначала в Кёльн, а затем в Берлин и Мюнстер. В 1893 году её супруг умер, и вдова переехала в курортный город Бад-Франкенхаузен-Кифхойзер (ныне расположен в земле Тюрингия). 
В 1898 году Анна Риттер решила попробовать свои силы на литературном поприще и опубликовала свой первый сборник стихов, а в 1900 году увидел свет и второй сборник. В том же году она нашла работу в еженедельном журнале «Die Gartenlaube», который ранее уже публиковал её стихи. В 1902 году она издала роман «Маргарита», за которым последовал дневник путешествий. Самое известное стихотворение Риттер - «Denkt euch, ich habe das Christkind geseh'n» (букв. Кажется, я видел Младенца Христа).
Она принадлежала к группе писателей, которым в 1903 году кёльнский производитель шоколада Людвиг Штольверк поручил подготовить литературу для серии коллекционных печатных альбомов и альбомов для вырезок. Среди других авторов были поэт «Т. Реза» (Греэ Тереза), зоолог Пауль Мачи, Ганс Эшельбах, журналист Юлиус Роденбург, писатель Йозеф фон Лауфф, поэт Карл Герман Буссе и писатель Густав Фальке.
Анна Риттер умерла 31 октября 1921 года в городе Марбурге.
Стиль Риттер лирический, он перекликается с лирическими стилями нескольких немецких поэтов рубежа веков, пропитанными символизмом и находящимися под влиянием фольклора и нового романтизма. 
Композиторы Макс Регер, Ян Сибелиус и Курт Вайль переложили её стихи на музыку.